# Electron (ptaki)
Electron – rodzaj ptaków z rodziny piłodziobów (Momotidae).

## Zasięg występowania
Rodzaj obejmuje gatunki występujące w Ameryce.

## Morfologia
Długość ciała 30,5–39 cm; masa ciała 56–66  g.

## Systematyka

### Etymologia
- Crypticus: łac. crypticus „ukryty”, od gr. κρυπτικος kruptikos przysłoniony, od κρυπτος kruptos „ukryty”[7]. Gatunek typowy: Momotus platyrhynchus Leadbeater, 1829; młodszy homonim Crypticus Latreille, 1817 (Coleoptera).
- Electron: gr. ηλεκτρον ēlektron „bursztyn, elektron, stop złota i srebra”[7].  Nowa nazwa dla Crypticus Swainson, 1837.
- Prionirhynchus: gr. πριων priōn, πριονος prionos „piła”; ῥυγχος rhunkhos „dziób”[7]. Nowa nazwa dla Crypticus Swainson, 1837.
- Prionornis: gr. πριων priōn, πριονος prionos „piła”; ορνις ornis, ορνιθος ornithos „ptak”[7]. Nowa nazwa dla Prionirhynchus P.L. Sclater, 1858, ponieważ Salvin i Godman błędnie uważali, że nazwa ta jest zajęta przez Prionorhynchus Jacquinot & Lucas, 1853 (Crustacea)[5].

### Podział systematyczny
Do rodzaju należą następujące gatunki:
- Electron carinatum (Du Bus, 1847) – piłodziób ostrodzioby
- Electron platyrhynchum (Leadbeater, 1829) – piłodziób szerokodzioby